# Universidad de Leicester
La Universidad de Leicester es una universidad ubicada en Leicester, Inglaterra, con cerca de 18.000 alumnos. El campus principal se halla próximo a la ciudad, al sur del centro, adyacente al Parque Victoria.
La universidad fue fundada en 1918 con el nombre de Leicestershire and Rutland College a partir de una donación hecha por un fabricante de tejidos local, Thomas Fielding Johnson, para realizar un monumento a los muertos de la Primera Guerra Mundial - y que está expresado en el lema de la universidad Ut Vitam Habeant ("Para que puedan vivir) El edificio central es de 1837.
Los primeros estudiantes ingresaron en 1921. Desde 1957 el College obtuvo el estatus de universidad y el derecho de conceder títulos universitarios. La universidad también es a menudo considerada como una de las 15 mejores universidades del Reino Unido y 200.ª en el mundo, en ranking nacional e internacional.
El despido anunciado de 16 académicos, incluido el conocido teórico organizacional Gibson Burrell, llamó la atención a principios de 2021. Estos académicos deberían ser despedidos por haber publicado en la revista Critical Perspectives on Accounting (CPA), que se acerca a un estudio de gestión crítica. Esto no fue bien recibido por la dirección de la universidad. En marzo de 2021, los coeditores de la revista publicaron una carta abierta argumentando que esto "está completamente en desacuerdo con los principios básicos de libertad académica y calidad de la ciencia que deberían regir la toma de decisiones dentro de las universidades en todas partes". En una encuesta, el 96 % de los empleados universitarios apoyó un voto de desconfianza en la gestión de la universidad debido a los despidos anunciados.

## Organización
La universidad está compuesta de cinco facultades:
- Medicina y Biología;
- Arte;
- Derecho;
- Ciencias;
- Ciencias Sociales y Educación;
- Ingeniería.

### Docentes notables
- Anthony Giddens, sociólogo, enseñó Psicología social en Leicester.
- Sir Alec Jeffreys, genetista, inventor de la huella genética[10]
- Norbert Elias, sociólogo germano.
- Richard Hoggart, sociólogo
- Philip Larkin, bibliógrafo y poeta

## Honores
- 2008: universidad del año.[11]

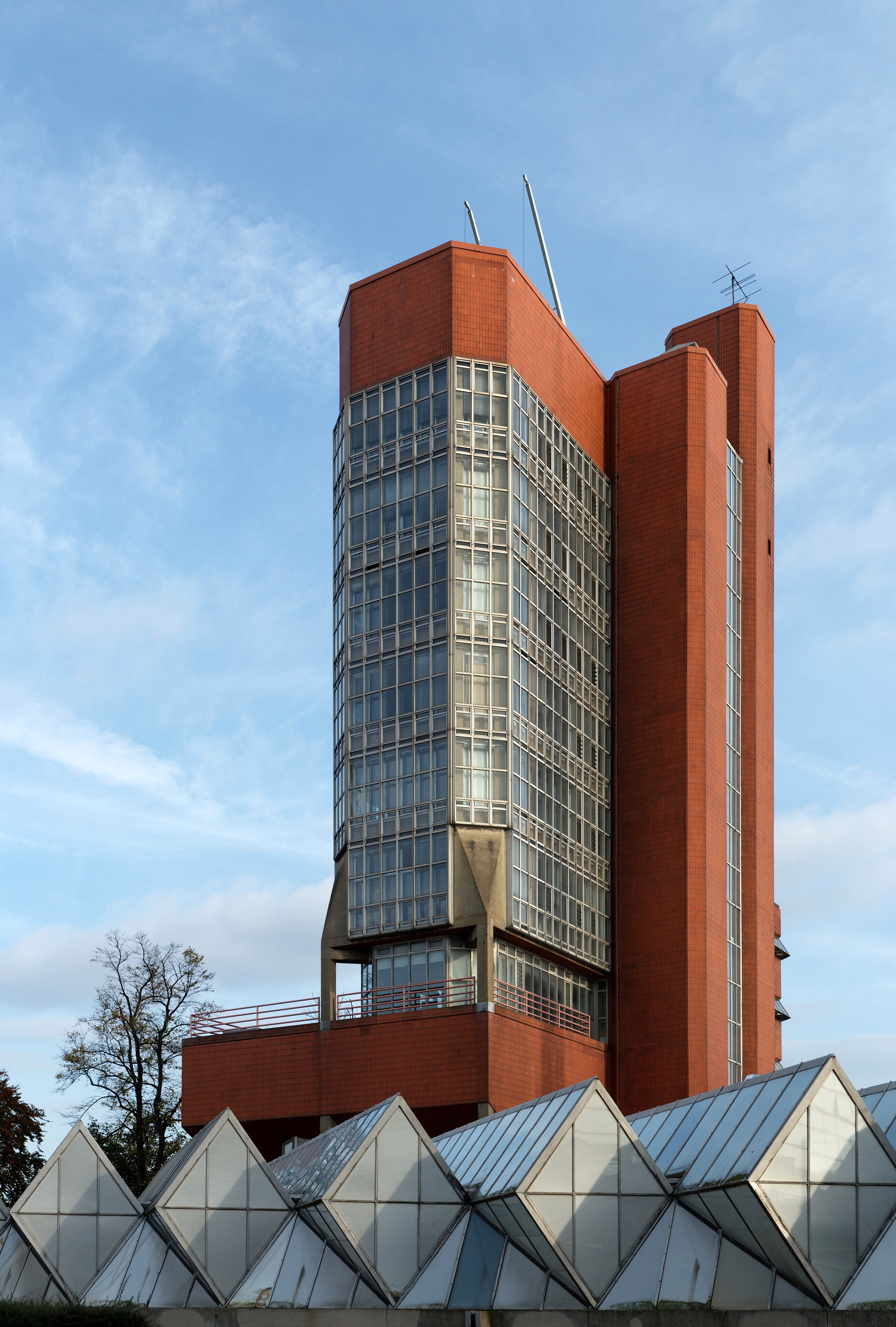
El Edificio de Ingeniería, diseñado por James Stirling, James Gowan, Frank Newby.
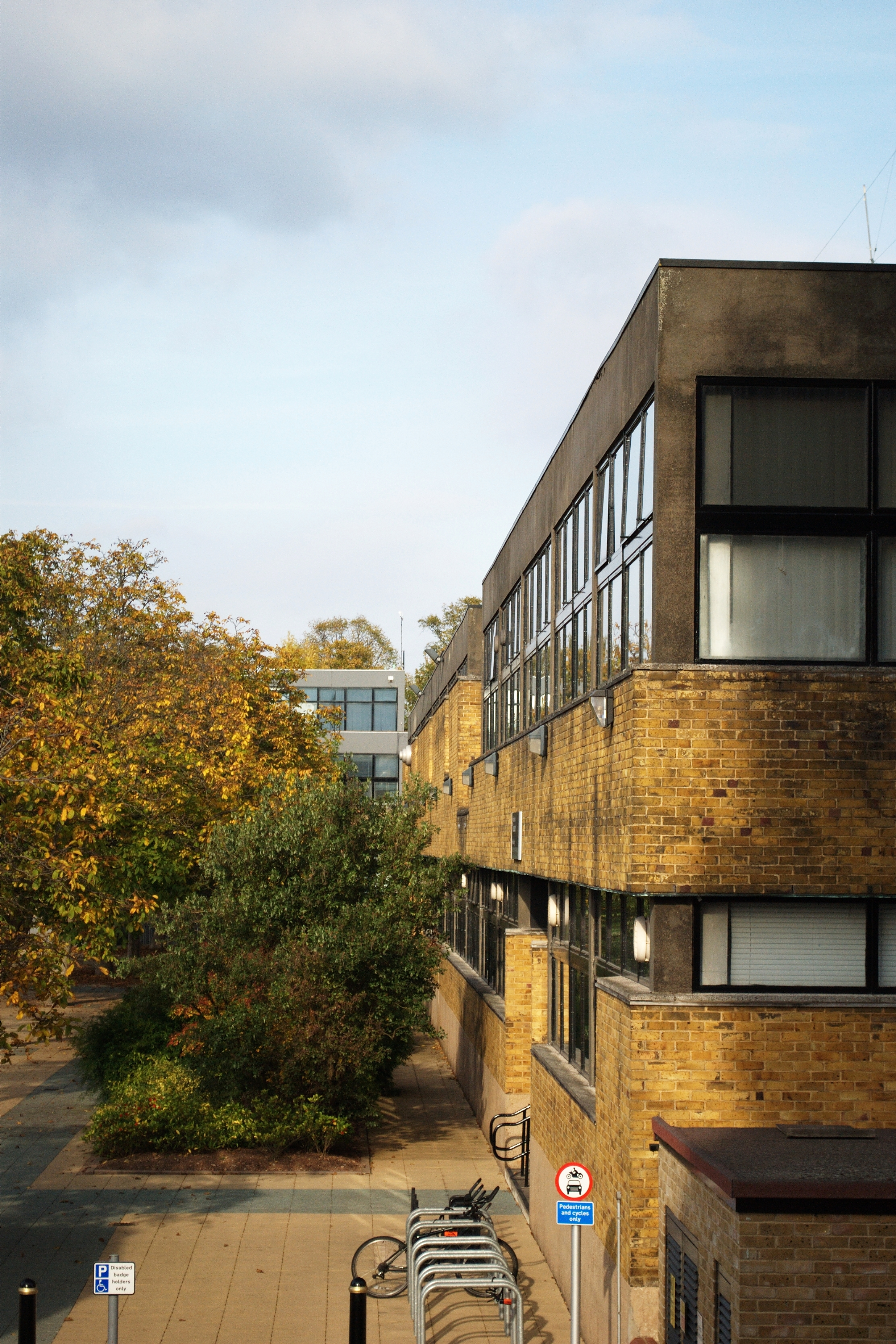
El Edificio de Física y Astronomía, que forma parte de un gran complejo de Leslie Martin.
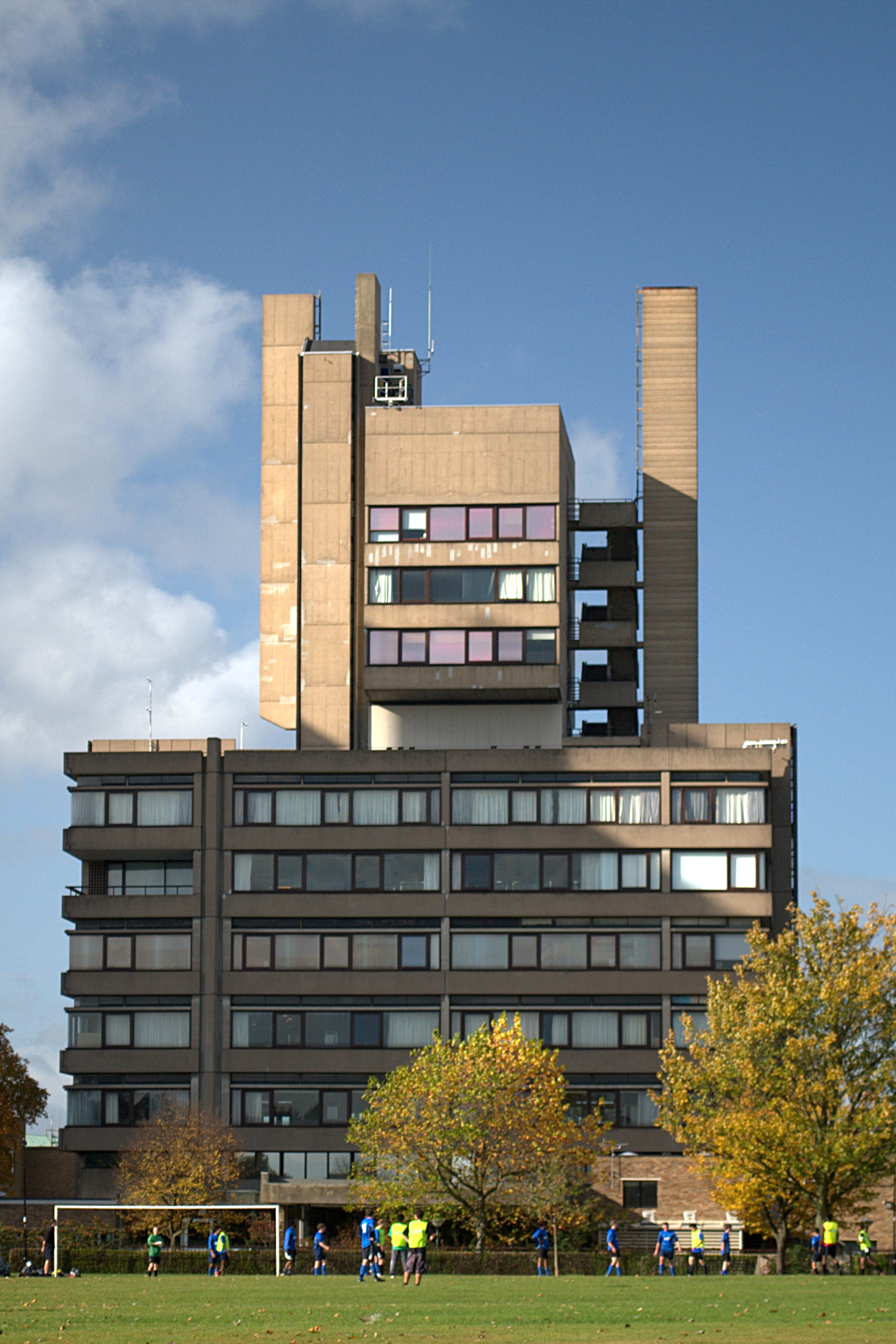
El brutalista Edificio Charles Wilson de Denys Lasdun.
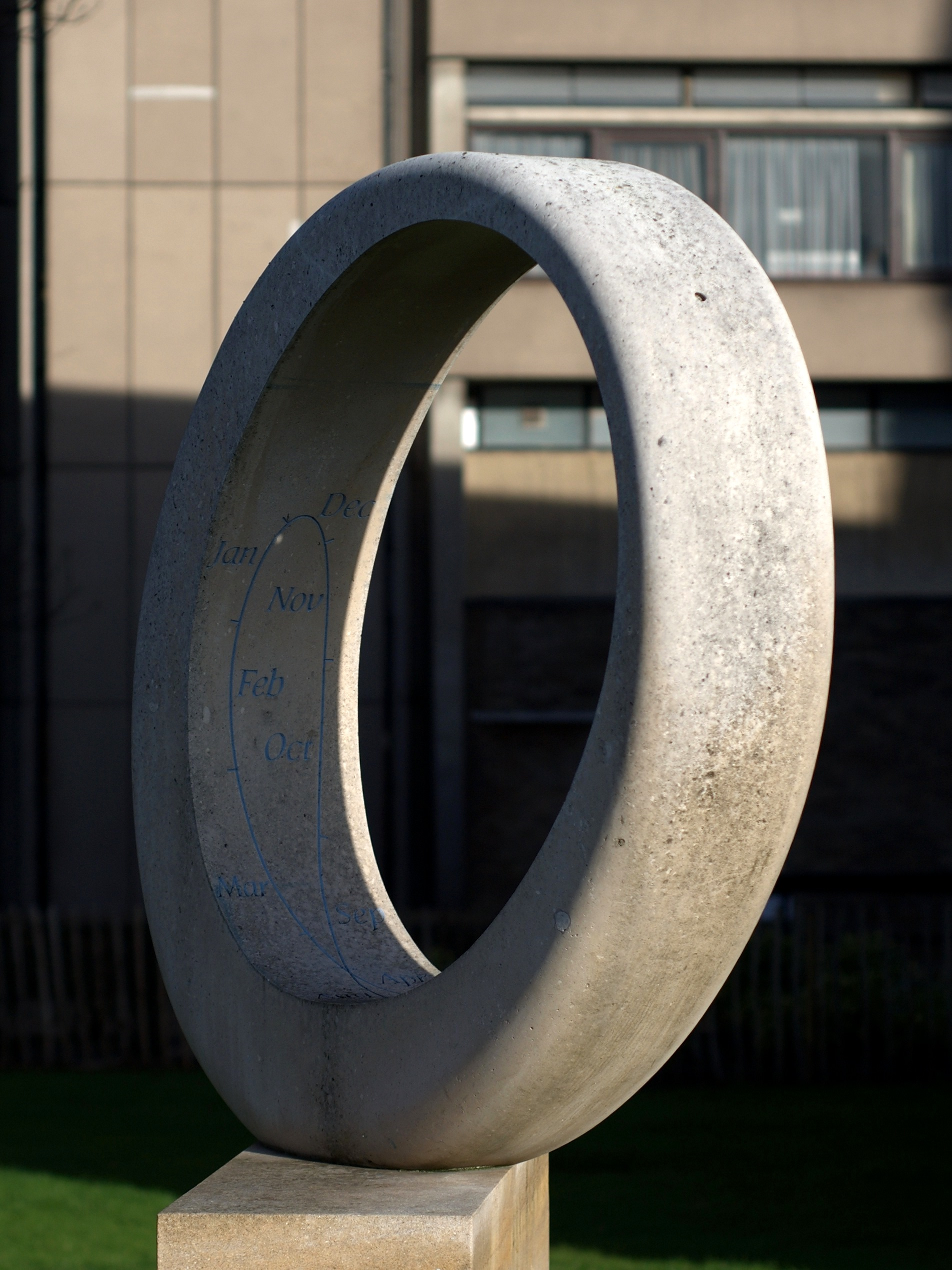
Reloj analemático Ojo del Tiempo.
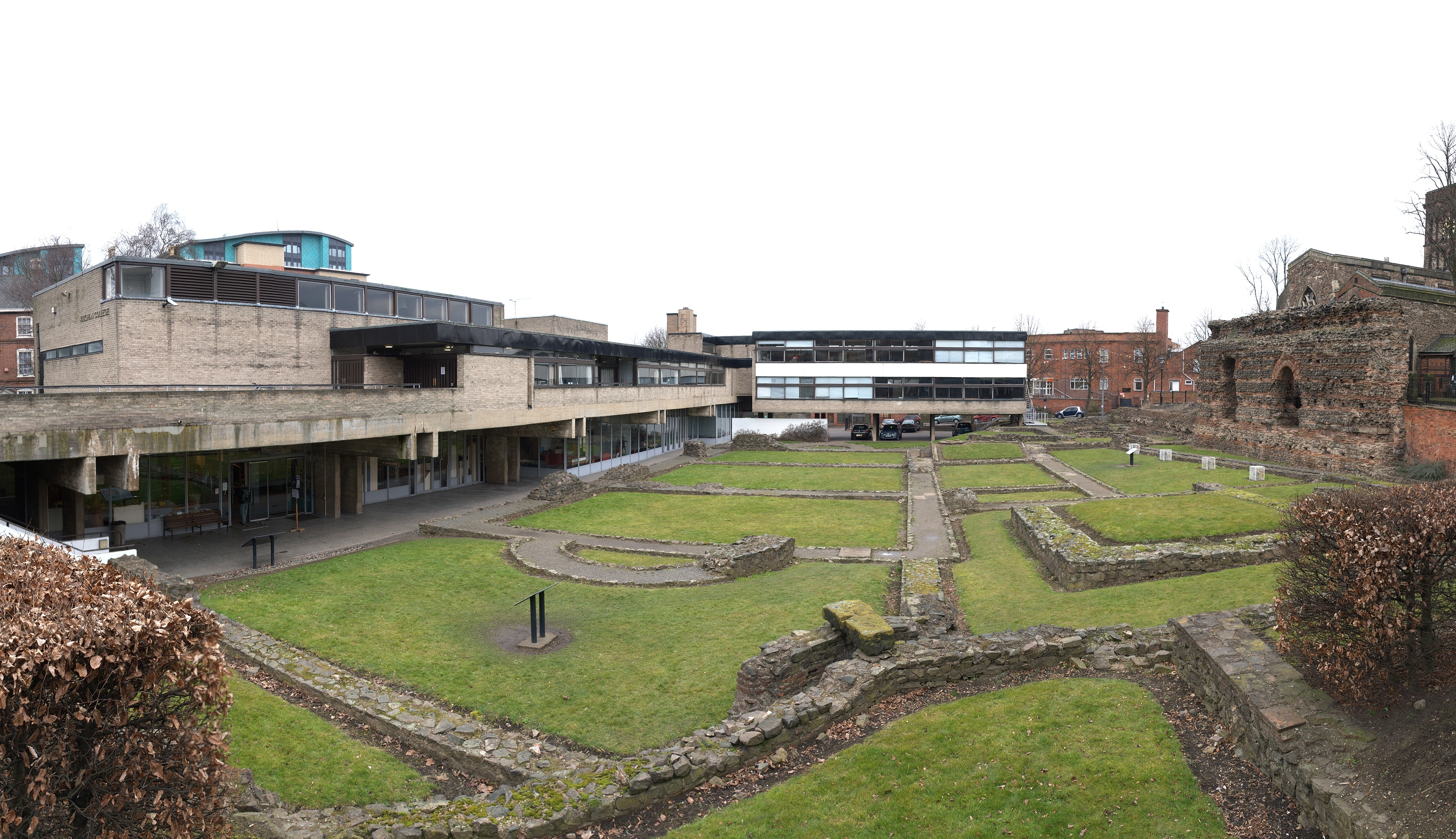
Vaughan College, antiguo colegio de educación de adultos de la universidad, es grado II que aparece y se enfrenta a las ruinas romanas Ratae Corieltauvorum
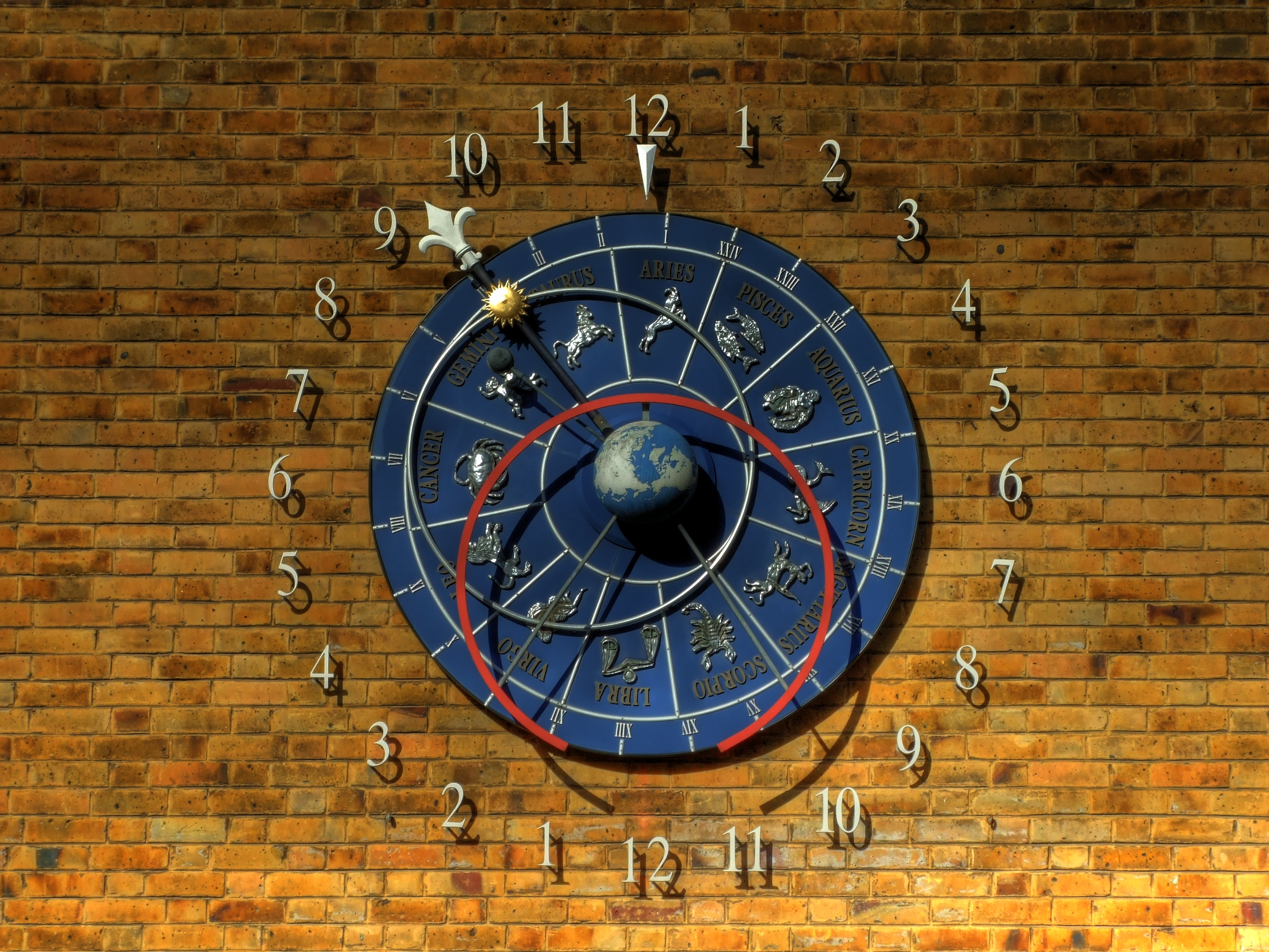
Reloj astronómico de la Universidad de Leicester